# Élections générales espagnoles de 1858
Les élections générales espagnoles de 1858 sont les élections à Cortès célébrées en Espagne le 31 décembre 1858 durant le règne d'Isabelle II, au suffrage censitaire masculin.
La législature commence le 1er décembre 1858, le Parlement est suspendu du 2 juin 1859 au 1er octobre 1859, puis de nouveau suspendu le 13 novembre 1859 et la législature prend fin le 27 janvier 1860.